# Agyalapi mirigy

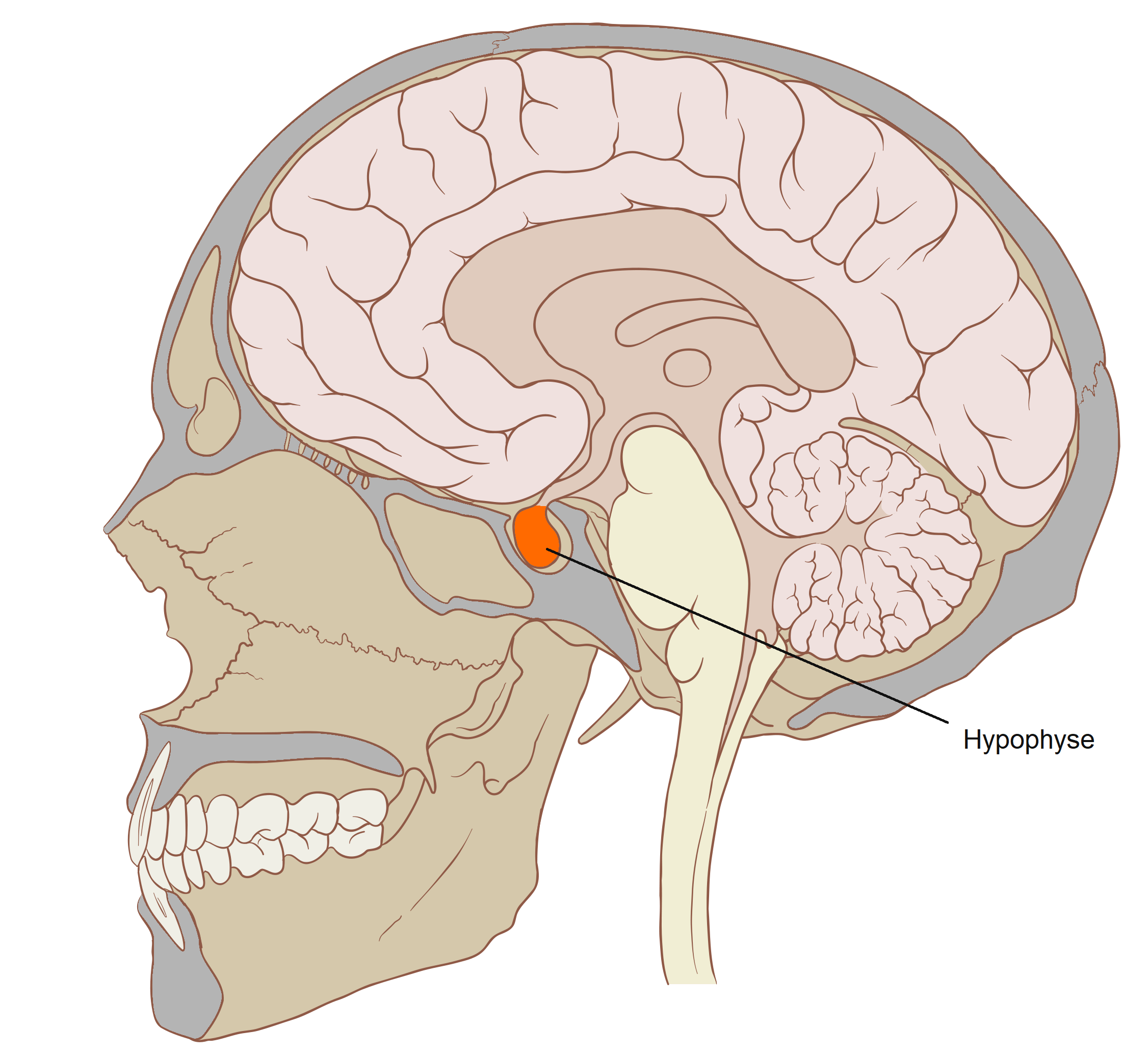
Az agyfüggelékmirigy elhelyezkedése.

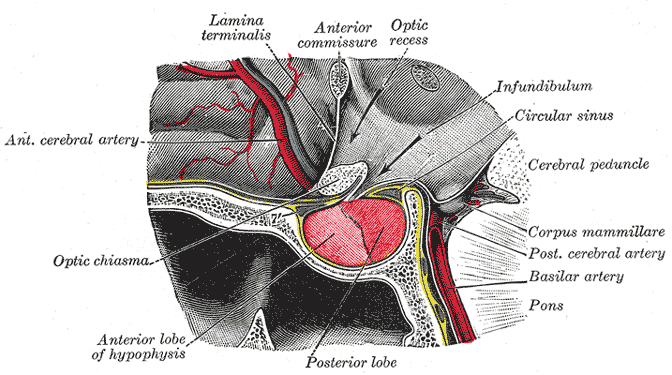
Az agyalapi mirigy a töröknyeregben. (Gray's Anatomy)

Az agyalapi mirigy (agyfüggelékmirigy) vagy hipofízis (hypophysis) az agy alapján található belső elválasztású mirigy. Régi neve turhamirigy (lat. glandula pituitaria), és az angol nyelvű irodalomban ma is ezt a szót használják (pituitary gland).

## Felépítés
Borsó nagyságú szerv (kb. 10-15 mm), amely a középső koponyagödörben, ezen belül is a töröknyeregben helyezkedik el. (Lásd koponya) A hipofízis egy nyélen keresztül kapcsolódik az agy állományában található hipotalamuszhoz, mintegy „függ az agyon” (innen az „agyfüggelékmirigy” elnevezés).
Két részből áll: a hátulsó neurohipofízis valódi idegszövet, míg az elülső adenohipofízis garathám eredetű mirigyszövet. A két rész között egy viszonylag érmentes pars intermedia található, mely emberben kevésbé fejlett. Az adenohipofízis részei: pars tuberalis, elülső lebeny és közti lebeny; a neurohipofízis részei pedig: eminentia mediana, infundibulum-nyél és hátsó lebeny.

## Hormonok
A hátsó lebeny két hormont: oxitocint és vazopresszint (antidiuretikus hormon, ADH) tárol és ürít. Ezeket a hipotalamusz hozza létre. Az oxitocin a méh összehúzódását segíti elő a szülés során, ezenkívül szorongáscsökkentő és euforizáló hatása van (az intenzív oxitocin-felszabadulás felelős többek közt az orgazmusért), a vazopresszin pedig a szervezet folyadékháztartását szabályozza.
A hátsó lebeny feladata még a hormonok raktározása is.
Az elülső lebenyben termelődnek:
- tüszőérlelő hormon (follikuluszstimuláló hormon, FSH): mindkét nemnél a csírasejtek érésében van szerepe.
- sárgatestserkentő hormon (luteinizáló hormon, LH): nőkben a follikulus érést, férfiakban a spermatogenezist serkenti.
- adrenokortikotrop hormon (mellékvesekéreg-stimuláló hormon, ACTH): a mellékvesekéreg működését serkentő hormon.
- prolaktin (laktotrop hormon, LTH): a tejelválasztást serkentő hormon.
- növekedési hormon (szomatotrop hormon, GH): a növekedést serkentő hormon.
- pajzsmirigyserkentő hormon (tireoideastimuláló hormon, TSH): a pajzsmirigy működését serkentő hormon.
- melanocitastimuláló hormon

## A hipofízis betegségei
A Hipofízis adenóma az agyalapi mirigy jóindulatú daganatát jelenti. Lehet mikroadenóma (10 mm-nél kisebb) vagy makroadenóma (10 mm-nél  nagyobb). Az adenómák jóindulatú daganatok, tehát rákos sejteket nem tartalmaznak, de egyértelműen kóros szövetszaporulatok. A hipofízis sokrétű működését felbolygatva képesek a hormonhatások miatt az életminőség rontására. Lassan növekednek, ám a hosszú évekig nem kezelt, és így nagyra növő adenómák, vagy az évekig kezeletlen Cushing-kór idővel halált okozhatnak. Hatásuk hormonzavar, agyi elváltozás, daganatos megbetegedés. Többek közt látásromlást, meddőséget okozhat. Éppen ezért fontos, hogy mindig megfelelően betartsák a betegek az orvosi utasításokat a gyógyulás vagy a minőségibb élet eléréséhez.

## Fokozott működés
A laktotrop hormon (LTH) fokozott termelésének jellegzetes tünete nőben a menstruációs ciklus zavara (esetleg teljes elmaradása), férfiban potenciazavarok és a mellek nőies elváltozása. A kóros tejelválasztás megindulása mindkét nemben jelentkezhet (nőkben természetesen gyakrabban), és sokszor ennek a hormonnak a túlműködése áll a férfi/női meddőség hátterében is.
A növekedési hormon túlműködése fiatalkorban (a hossznövekedés befejezte előtt) a gigantizmust hozza létre, ami kórosan magas hossznövekedést jelent.

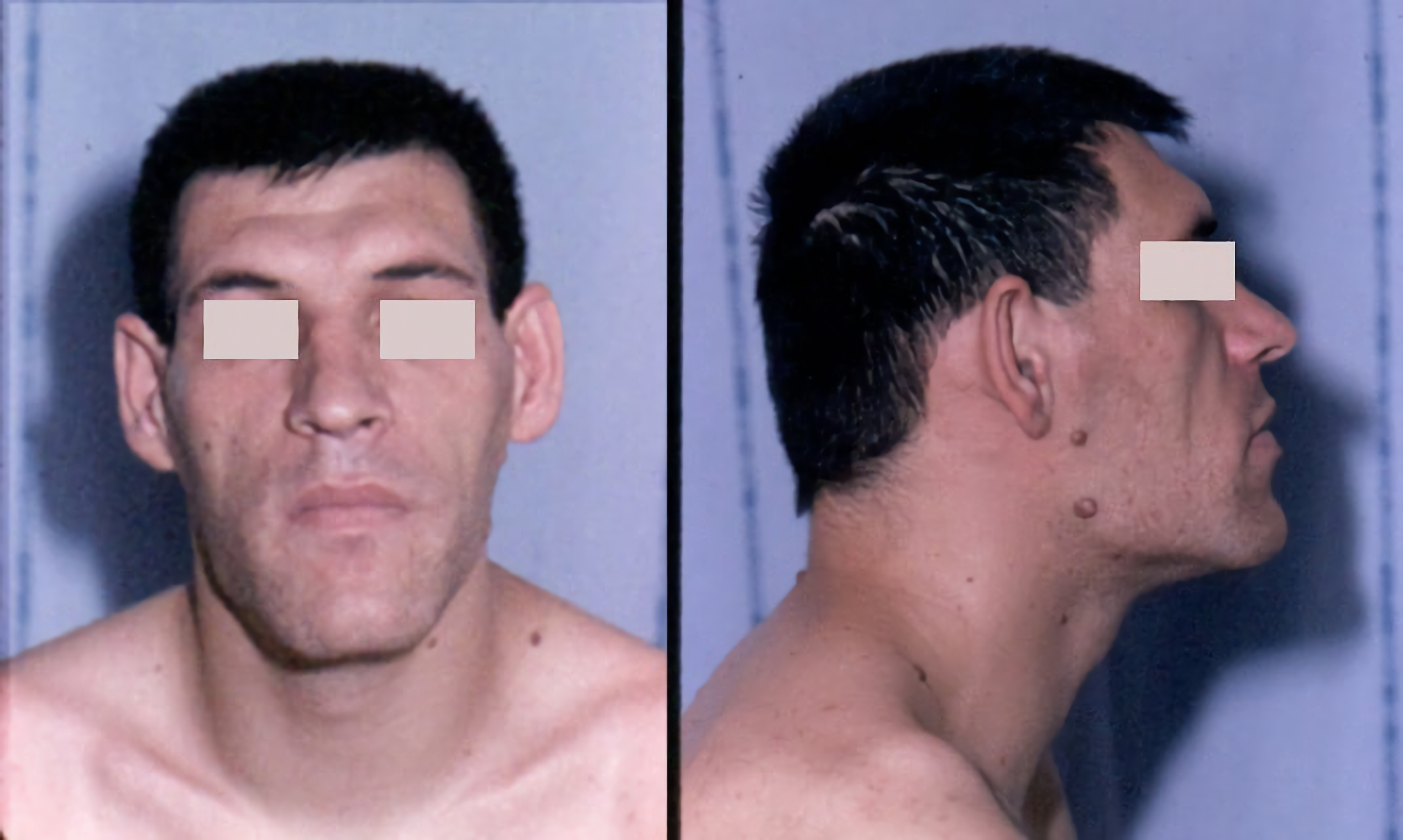
Az akromegália külső tünetei

A későbbi kor jellegzetes betegsége az akromegália: a kezek, a lábfej növekszik, az arcvonások az orr, az állkapocs növekedése miatt eltorzulnak, a fogak közti rések kiszélesednek, nő a nyelv is. A jól látható tünetek mellett ez a kóros növekedés a belső szervekben is jelentkezik (szívnagyobbodás).
Az ún. Schwartz-Bartter-szindrómában az ADH hormon fokozott működése okozhat a folyadékfelvétellel nem arányos csökkent ürítést, ami akár vízmérgezéshez is vezethet, és súlyos elektrolitzavarral járhat.

## Kórosan csökkent működés
A hátsó lebeny hormonzavarai közül fontos gyakorlati jelentősége van az ADH csökkent termelésének. A hormon teljes vagy részleges hiánya az ún. diabetes insipidus. A folyadék-visszaszívást elősegítő hormon elégtelen termelésének a klinikai tünete a folyadékürítés nagyfokú emelkedése (6-8 liter, extrém esetben 12-16 liter vizelet), és az ezt másodlagosan követő ugyanilyen mértékű folyadékfelvétel. Érthető, hogy ilyen állapotokban kezelés nélkül a beteg teljes életvitele, munkája, pihenése, alvása lehetetlenné válik.